# Vinalon-Werk „8. Februar“

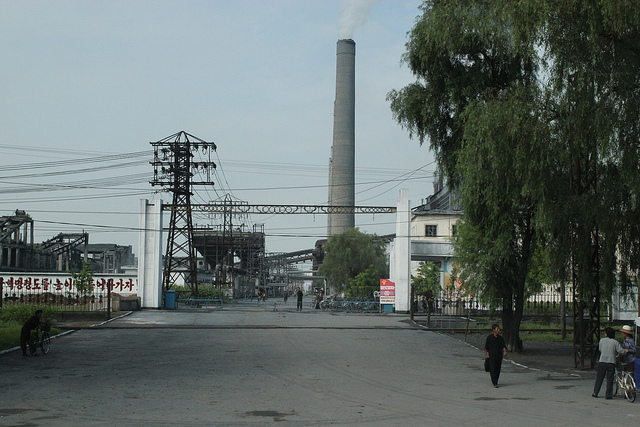
Eingang zu den Fabrikanlagen

Koordinaten: 39° 51′ 10″ N, 127° 34′ 39″ ODas Vinalon-Werk „8. Februar“ (2. 8비날론련합기업소) ist ein Chemieunternehmen, das die Kunstfaser Vinalon herstellt. Es steht in der nordkoreanischen Stadt Hŭngnam (2005 eingemeindet nach Hamhŭng), welche sich in der Provinz Hamgyŏng-namdo befindet.

## Geschichte
Nachdem 1954 die Produktion versuchsweise aufgenommen wurde, errichtete man von 1959 bis 1961 Fabrikanlagen. Seitdem wurde das Werk stetig ausgebaut. Für längere Zeit war das Werk der einzige Produzent dieser Faser überhaupt. Vinalon wird bis heute ausschließlich in Nordkorea produziert, verarbeitet und verwendet. Diese Umstände werden propagandistisch für die Chuch’e-Ideologie genutzt. In P’yŏngan-namdo befindet sich noch das Vinalon-Werk Sunch’ŏn.
Aufgrund der stagnierenden Wirtschaft Nordkoreas wurde das Werk ca. 1994 stillgelegt und Anfang 2010 wiedereröffnet.

## Produkte
Das einzige Produkt ist die Chemiefaser Vinalon. Als Rohmaterial dienen Anthrazitkohle und Kalk. Zumeist wird aus der fertigen Faser Kleidung, Füllmaterial oder Seil gefertigt.

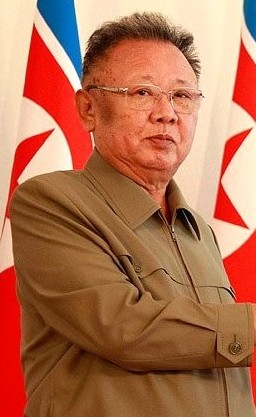
Kim Jong-il in einem Vinalon-Anzug (2011)

Das 2011 verstorbene Staatsoberhaupt Kim Jong-il war der bekannteste Träger von Kleidung aus Vinalon.